# Tachigali albiflora
Tachigali albiflora là một loài thực vật có hoa trong họ Đậu. Loài này được (Benoist) Zarucchi & Herend. miêu tả khoa học đầu tiên năm 1998.